# 豐田Aygo

丰田Aygo（Toyota Aygo）是丰田在欧洲市场售卖的城市微型车首次亮相于2005年。
它与雪铁龙C1、标致107、108在丰田标致雪铁龙捷克工厂(TPCA)共线生产。
Aygo于2005年在日内瓦汽车沙龙上亮相。
"Aygo "这个名字来源于 "I-go"，象征着自由和流动性。

## 第一代 (AB10; 2005)
2001年7月12日，丰田和PSA标致雪铁龙的总裁張富士夫和Jean-Martin Folz分别决定生产一款小型汽车，以分摊开发成本。
这个项目被称为B-Zero，标致107和雪铁龙C1是同一款车的换标版本。

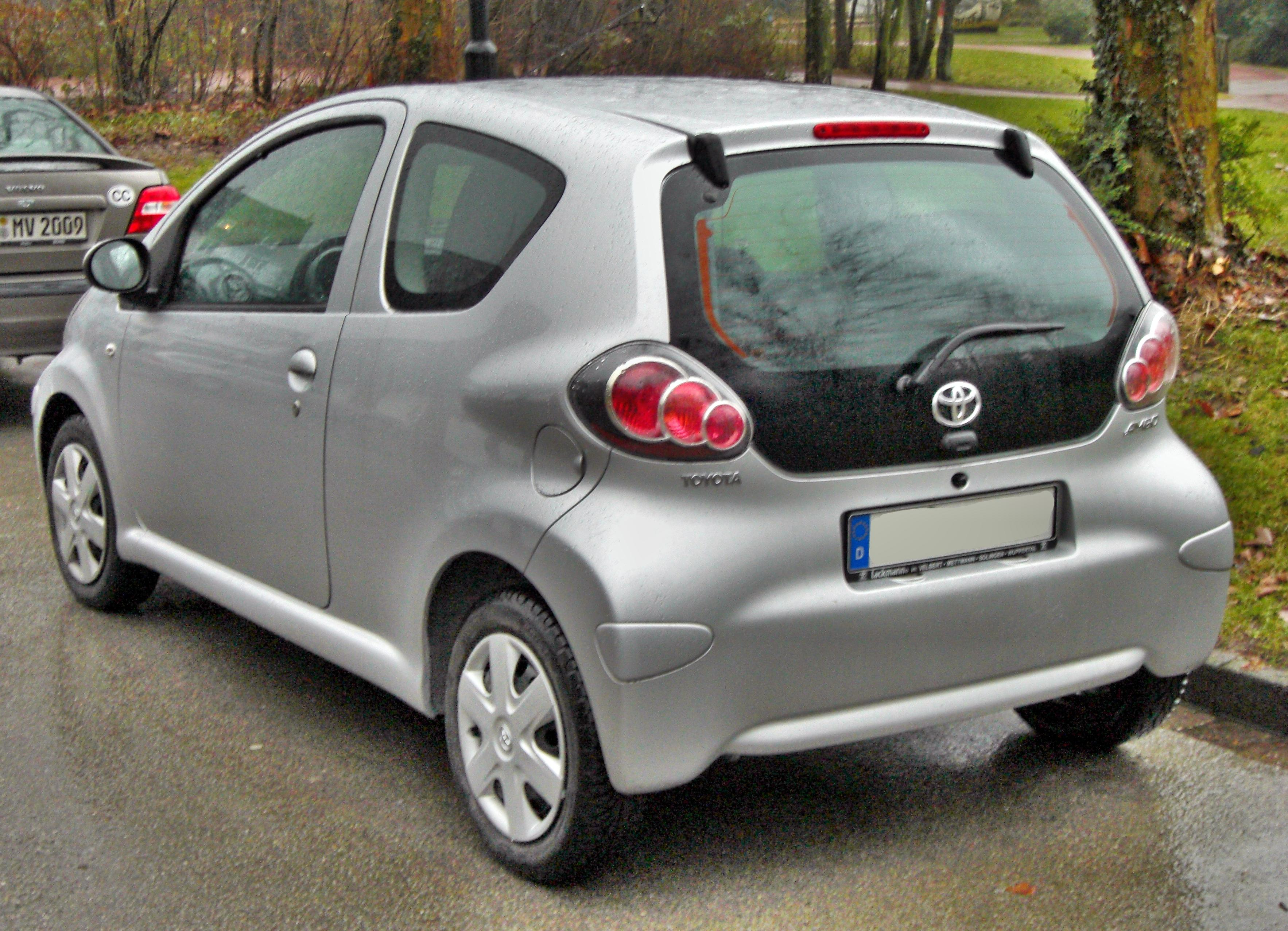
Pre-改款 丰田Aygo

Aygo的起售价为8500欧元(GB£6,845)。
Aygo与同级车的主要区别在于车内设备、车标、标识以及容易辨认的车尾。
计划年产量为30万辆—每个品牌10万辆。
2005年7月开始销售，该车有三门或五门掀背车。
有两款引擎可供选择，一款是1.0升三缸引擎，额定功率为68 bhp（51 kW），另一款是1.4 L HDi 柴油I4引擎，额定功率为54 bhp（40 kW）。
Aygo曾在BBC的Top Gear汽车足球赛比赛中使用，展示了其机动性。
Top Gear的主持人认为Aygo和其换标车是称职的城市汽车。
在第五档中还使用了一辆经过改装的Aygo，在专门设计的轨道上进行了12米高的环形循环，以确定使用玩具可以完成的特技是否可以在现实生活中复制。2009年5月，特技演员Steve Truglia进行了特技表演。
2010年1月，Aygo被召回。丰田公司在2009-10 全球召回加速器踏板故障的车型。
在某些情况下，踏板可能会在部分压下的位置粘住，或缓慢地返回到关闭的位置。
此次召回影响了2005年2月至2009年8月期间生产的Aygo、标致107和雪铁龙C1车型。

来自丰田公司的信息表明，只有装有自动变速箱的Aygos受到影响，而装有手动变速箱的Aygos则没有受到影响。

### 2009–2012
Aygo首次迎来了改款，前保险杠的造型由原来的更换，后车灯也由原来的红色着色灯组改为透明外观。

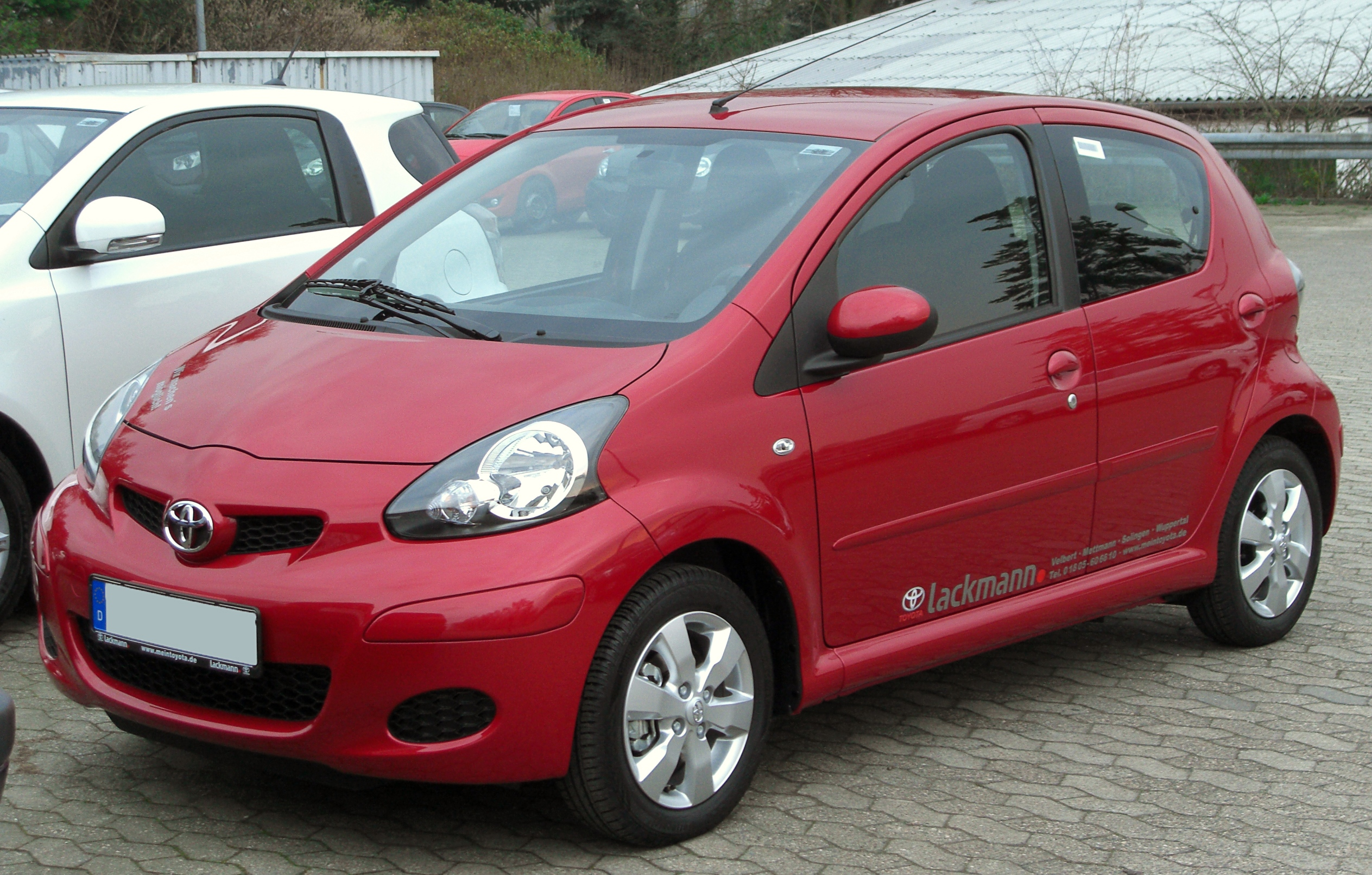
2010 丰田Aygo 改款
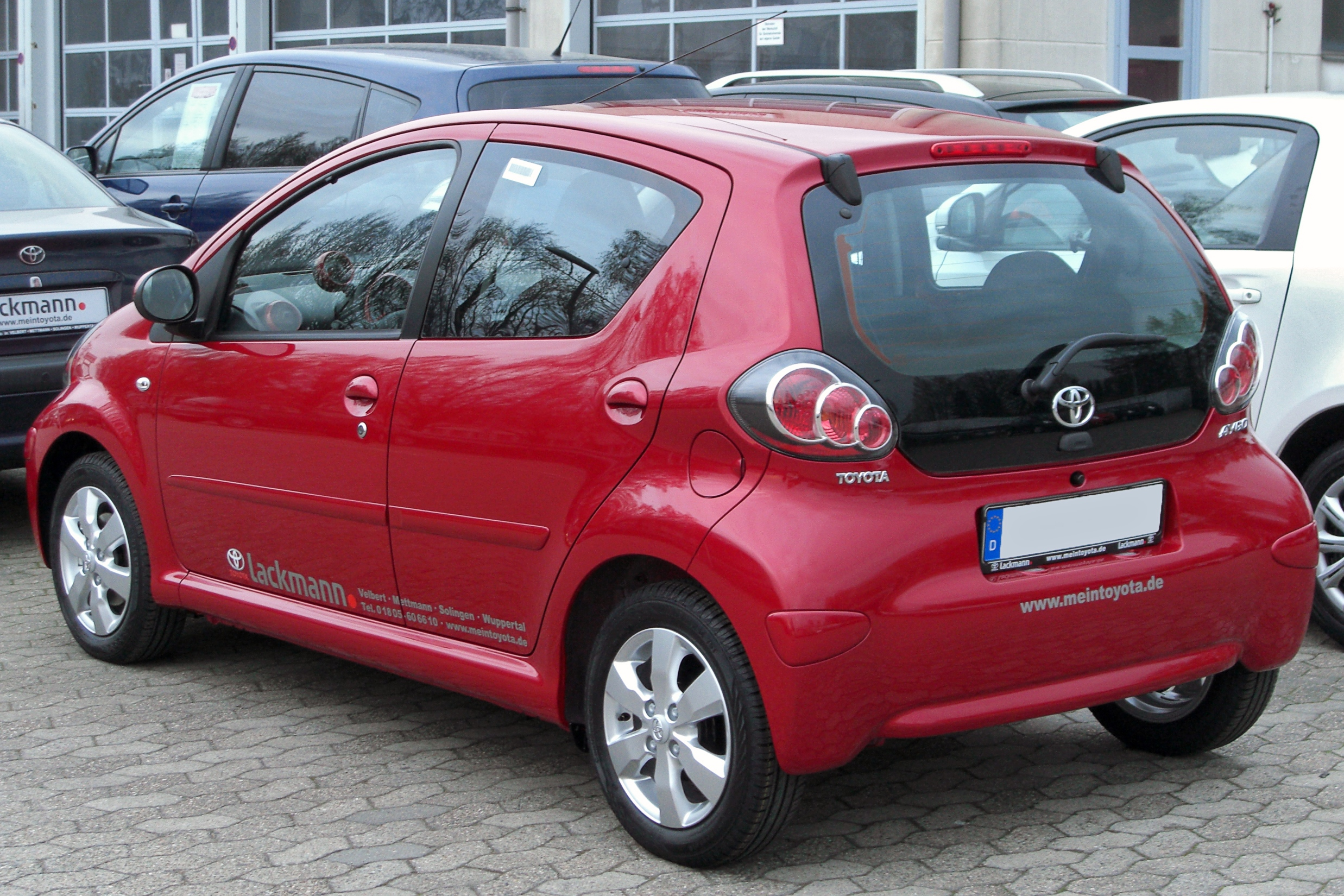
2010 丰田Aygo 改款

### 2012–2014
Aygo迎来了它的第二次改款，这次加入了一个更有棱角的保险杠，并为加入日间行车灯（DRL）提供了空间。

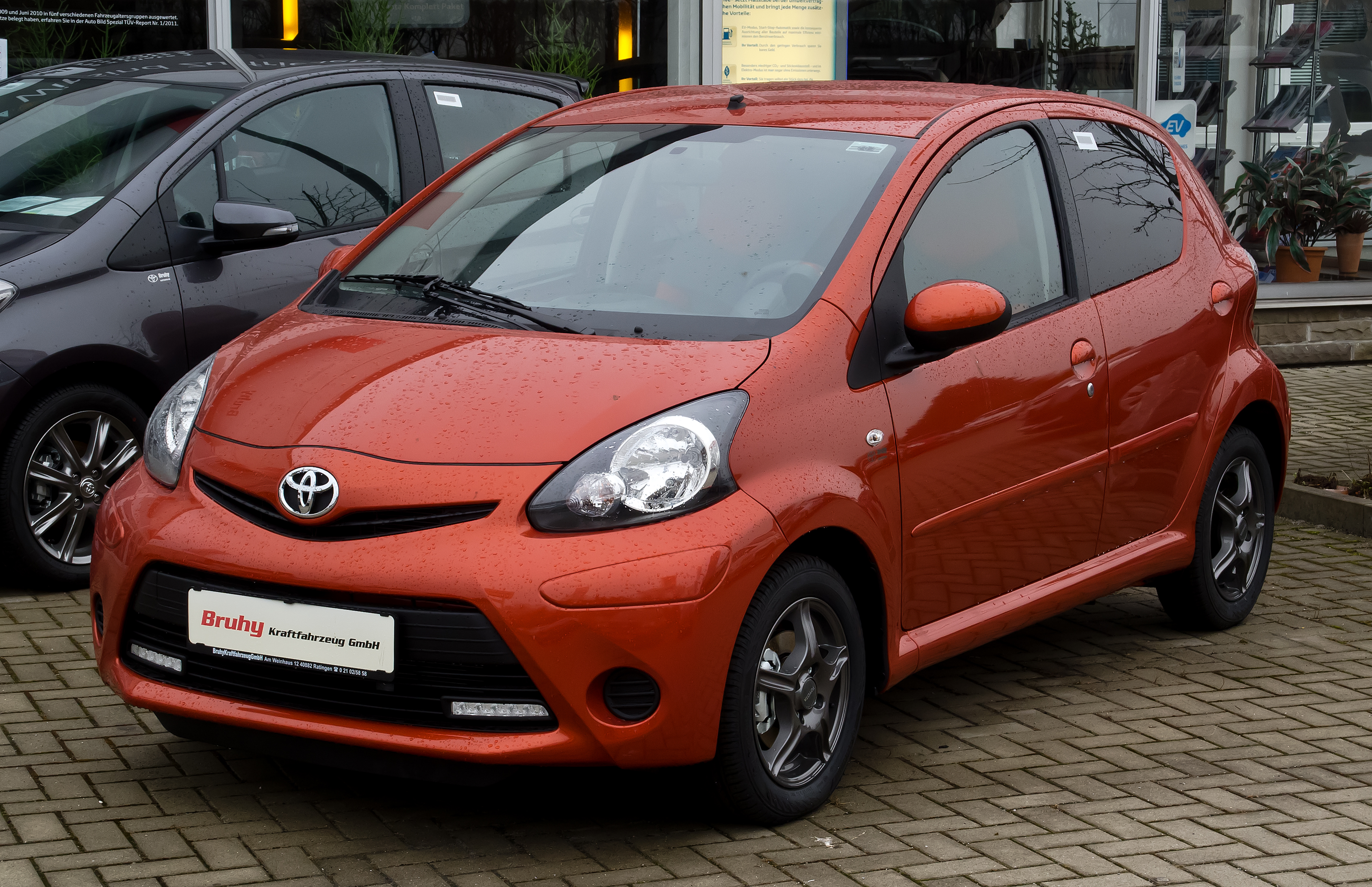
2012 Toyota Aygo facelift
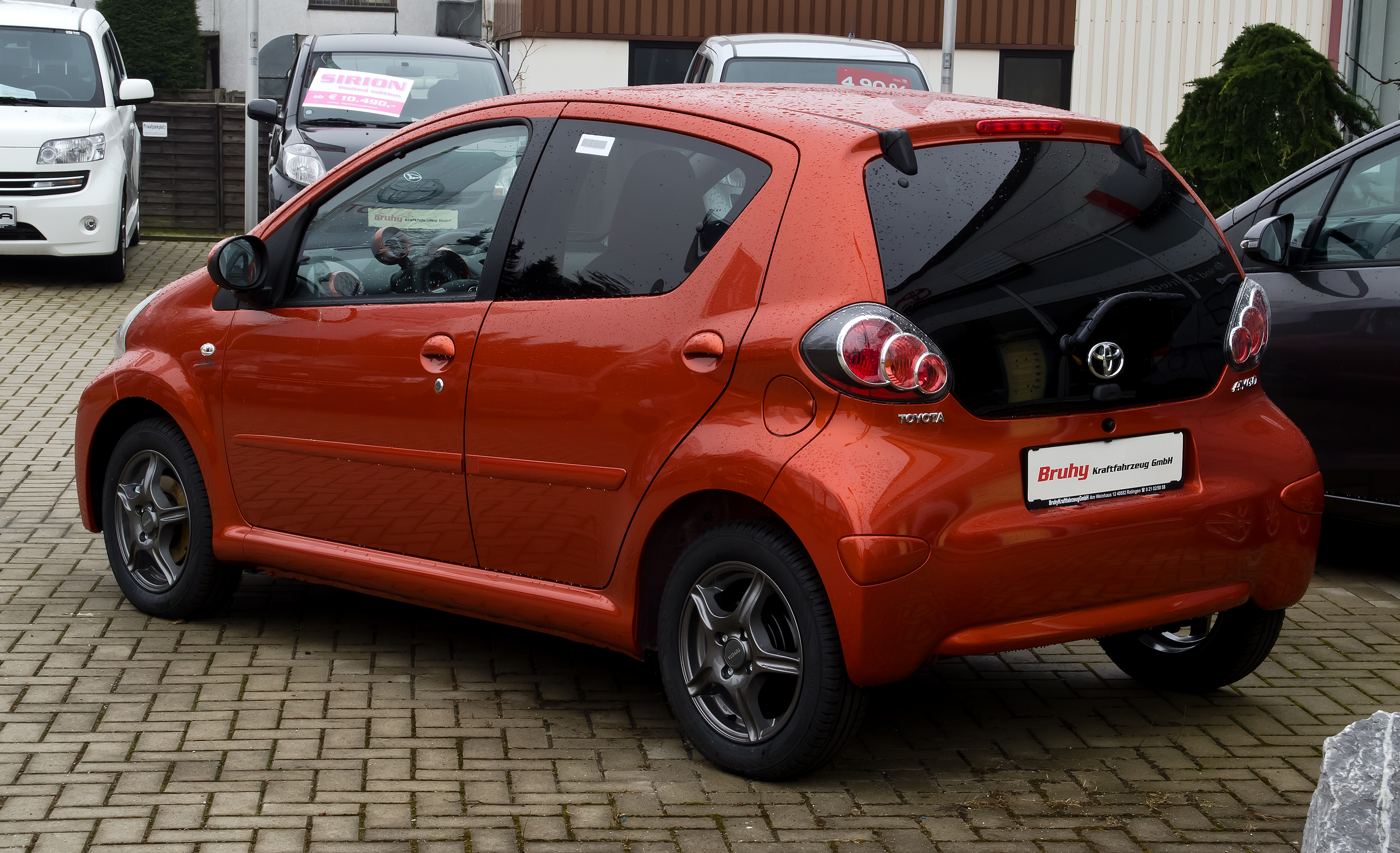
2012 Toyota Aygo facelift

### 可靠性
2010年5月，ADAC德国汽车俱乐部报告的故障统计数据将Aygo（该数据与雪铁龙C1和标致107归为一组）列为小型以下汽车级别中的佼佼者，因为车龄在1至4年之间的汽车故障率较低。

### 引擎
| 型号     | 年份      | 引擎 | 排量   | 功率                               | 扭矩                             | 0—100 km/h （0—62 mph） | 最高速度           | CO 2 排放 (g/km) |
| -------- | --------- | ---- | ------ | ---------------------------------- | -------------------------------- | ----------------------- | ------------------ | ---------------- |
| 1.0i 12V | 2005–2014 | I3   | 998 cc | 68 PS（50 kW；67 hp） at 6,000 rpm | 93 N·m（69 lbf·ft） at 3,600 rpm | 14.2 s                  | 158 km/h（98 mph） | 106              |

| 型号      | 年份      | 引擎 | 排量    | 功率                               | 扭矩                              | 0—100 km/h （0—62 mph） | 最高速度           | CO 2 排放 (g/km) |
| --------- | --------- | ---- | ------- | ---------------------------------- | --------------------------------- | ----------------------- | ------------------ | ---------------- |
| 1.4HDi 8V | 2005–2007 | I4   | 1398 cc | 55 PS（40 kW；54 hp） at 4,000 rpm | 130 N·m（96 lbf·ft） at 1,750 rpm | 15.6 s                  | 154 km/h（96 mph） | 109              |

### 安全
| Euro NCAP 测试成绩               | Euro NCAP 测试成绩 | Euro NCAP 测试成绩 |
| -------------------------------- | ------------------ | ------------------ |
| 雪铁龙 C1 5 door LHD 掀背 (2005) |                    |                    |
| 测试                             | 得分               | 星级               |
| 成年乘员:                        | 26                 | 4 /5颗星           |
| 小孩乘员:                        | 37                 | 4 /5颗星           |
| 路人:                            | 14                 | 2 /4颗星           |

| Euro NCAP 测试成绩                  | Euro NCAP 测试成绩 | Euro NCAP 测试成绩 |
| ----------------------------------- | ------------------ | ------------------ |
| 丰田Aygo 1.0 High Grade, LHD (2012) |                    |                    |
| 测试                                | 得分               | %                  |
| 总分:                               | 3 /5颗星           | 3 /5颗星           |
| 成年乘员:                           | 25                 | 68%                |
| 小孩乘员:                           | 36                 | 73%                |
| 行人:                               | 19                 | 53%                |
| 安全辅助:                           | 5                  | 71%                |

### "疯狂Aygo"概念车

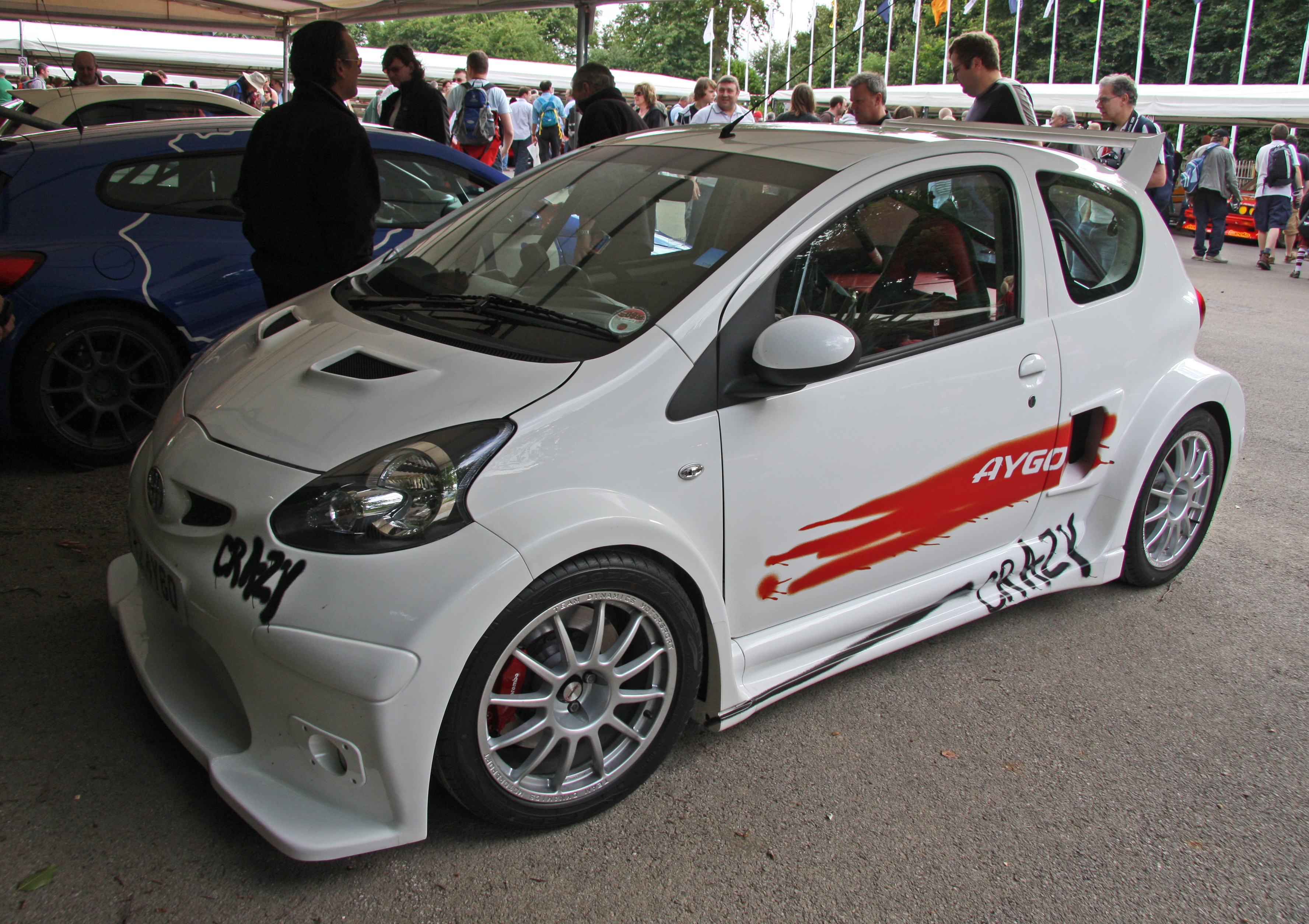
丰田Aygo Crazy

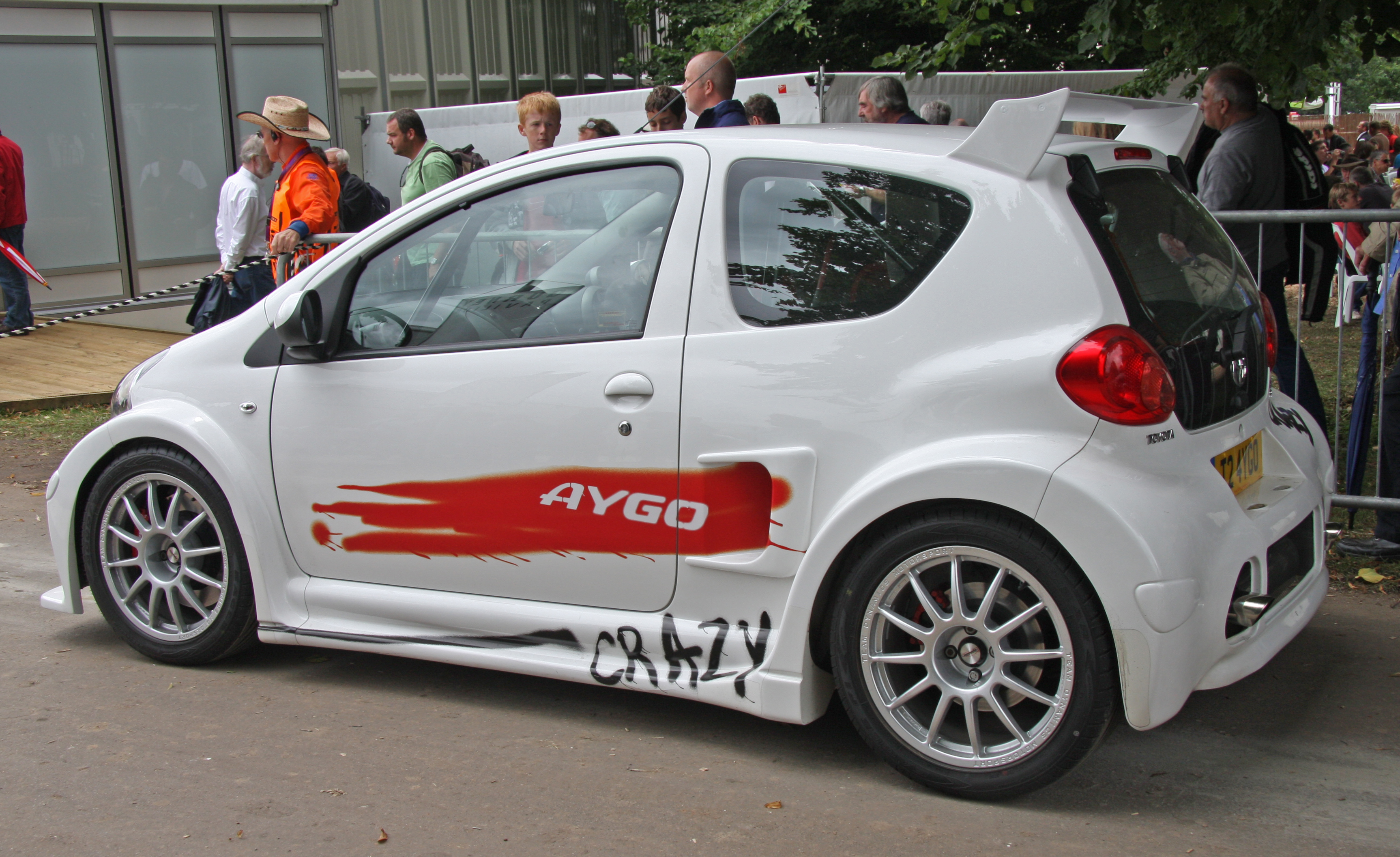
丰田Aygo Crazy rear

2008年，丰田以Aygo为基础，创造了一款可驾驶的概念车。
该车被命名为 "疯狂Aygo"，于2008年7月在伦敦举行的英国国际车展上向公众揭开面纱，随后出现在当年英国的其他车展上。
疯狂Aygo的中置1.8升VVTi引擎来自丰田MR2和Celica，与MR2的五速变速箱相匹配，并安装了丰田运动部（Toyota Motorsport）涡轮增压器。
声称引擎在6700转/分时产生147 kW（197 hp），在3400转/分时产生240 N·m（177 lb·ft）扭矩。
对于重量只有1,050（2,315磅）的疯狂Aygo，这使得它的0—100 km/h（0—62 mph）冲刺时间为5.75秒，理论最高时速为204 km/h（127 mph），尽管后者尚未经过测试。与标准版Aygo不同的是，它没有驾驶辅助系统、动力转向和防抱死刹车，但它的后轮驱动布局有助于重加速下的牵引力。
外观修改包括更宽的拱门以适应一英寸的额外轨道，17英寸合金轮毂与固特异轮胎，以及为322 km/h（200 mph）设计的碳纤维后扰流板。
悬架系统来自MR2，配备了可调节的Tein减震器和MacPherson支柱的前后悬架。为了应对额外的动力，丰田将标准的247 mm（9.7英寸）前刹车盘升级为328 mm（12.9英寸）Brembo改装，用280 mm（11.0英寸）通风后碟取代了通常在Aygo上的200 mm（7.9英寸）鼓刹。此外，还使用了更新的Helix离合器。
内饰采用了部分防滚架，以提供额外的底盘舒适性和驾驶员保护。两张特别设计的红黑相间的运动座椅，以及Sparco镶边的绒面革方向盘，使其外观更具赛车风格。
丰田称Aygo Crazy的制造成本为GB£100,000。

### 未经授权的中国山寨版
自2008年起，中国汽车制造商比亚迪汽车生产了比亚迪F0，其外观与Aygo相似。

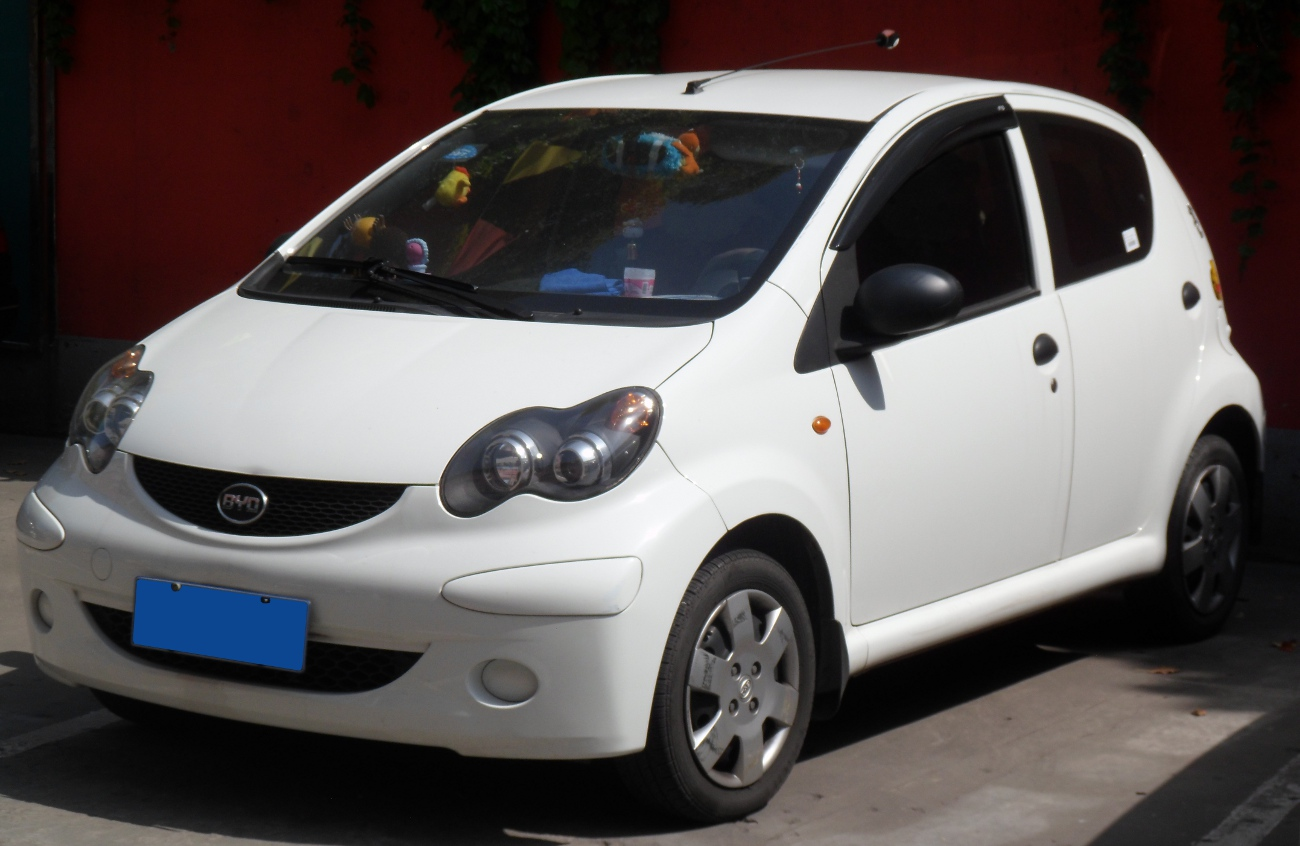
比亞迪F0

## 第二代 (AB40; 2014)

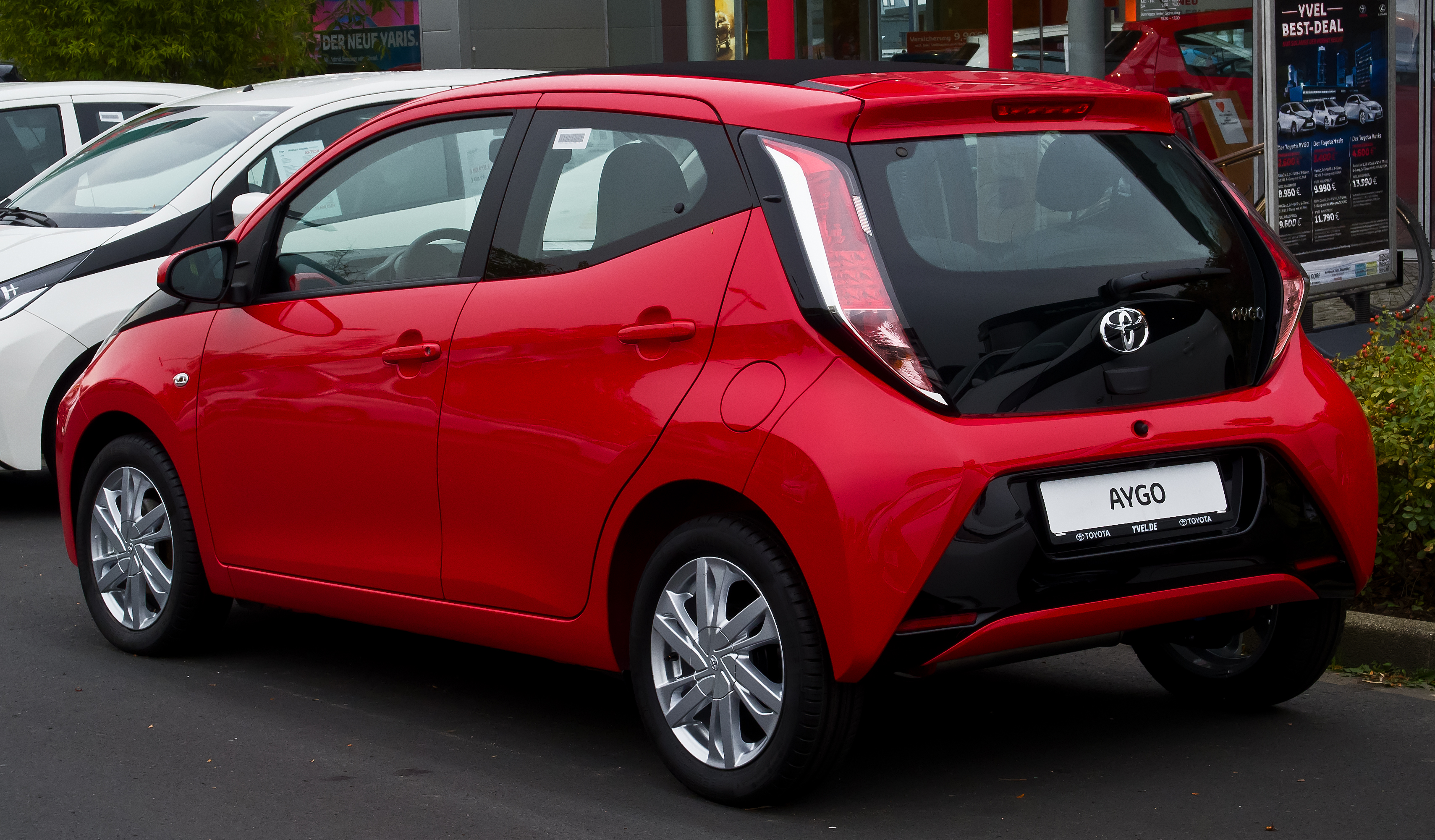
後方（改款前）

丰田在2014年3月的日内瓦车展上公布了一款全新设计的Aygo，口号是 "go fun yourself"。该设计归功于日本的青年文化，灵感来自日本漫画机器人Astro Boy和盒子里的鸡蛋，目的是让Aygo更容易被年轻的驾驶者接受，并允许更高水平的定制化。
2014年5月27日开始下线。
车型包括： 
- Aygo x -- 基本型，配有电动前窗、后视镜和日间行车灯。
- Aygo x-play—除了 "x "之外，还有手动空调、蓝牙连接和方向盘控制。
- Aygo x-pression--除了 "x-play "之外，还有15英寸银色合金、部分真皮座椅、"x-touch "七英寸多媒体系统、DAB+收音机、前雾灯和后视倒车摄像头。
- Aygo x-cite -（特别版） - 除了 "x-pression "之外，还有15英寸的黑色亮面合金和可选的 "x-nav"。
- Aygo x-clusiv -（特别版） - 除了 "x-pression "之外，还有15英寸机加工合金、气候控制空调、可选的 "x-nav "和智能进入和启动。
- Aygo x-pure - (特别版) - 除了 "x-pression" - (减去部分真皮座椅)，纯白颜色搭配银色装饰 "X "和后保险杠，白色机械合金和后排隐私玻璃。

Aygo还包括众多安全配置，如车辆稳定控制系统（VSC）、防抱死制动系统（ABS）、坡道起步辅助控制系统（HAC）和带有6个安全气囊的补充约束系统（SRS）。

### 2018–
在2018年3月日内瓦车展上，焕然一新的第二代Aygo亮相。

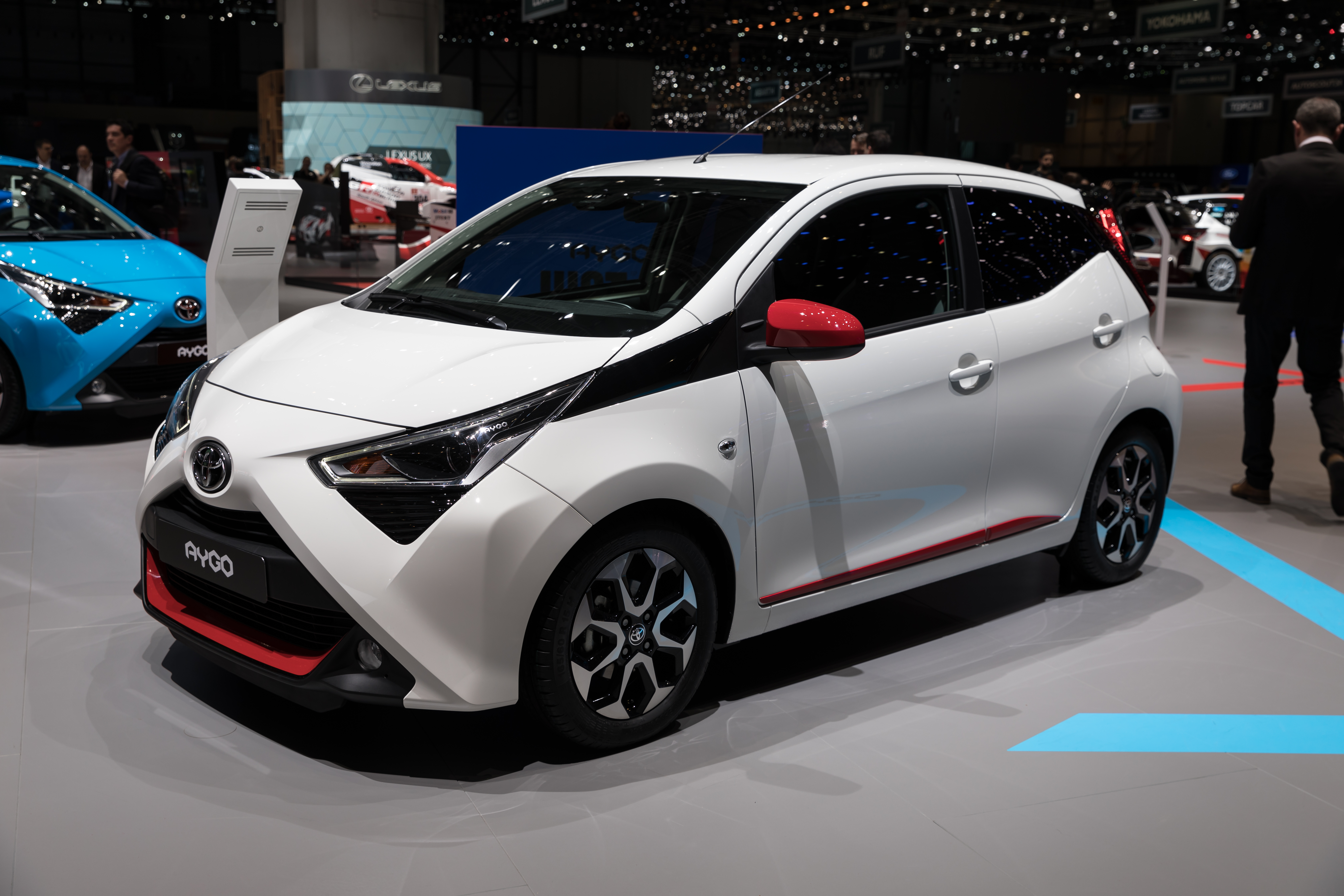
2018 Aygo (改款)
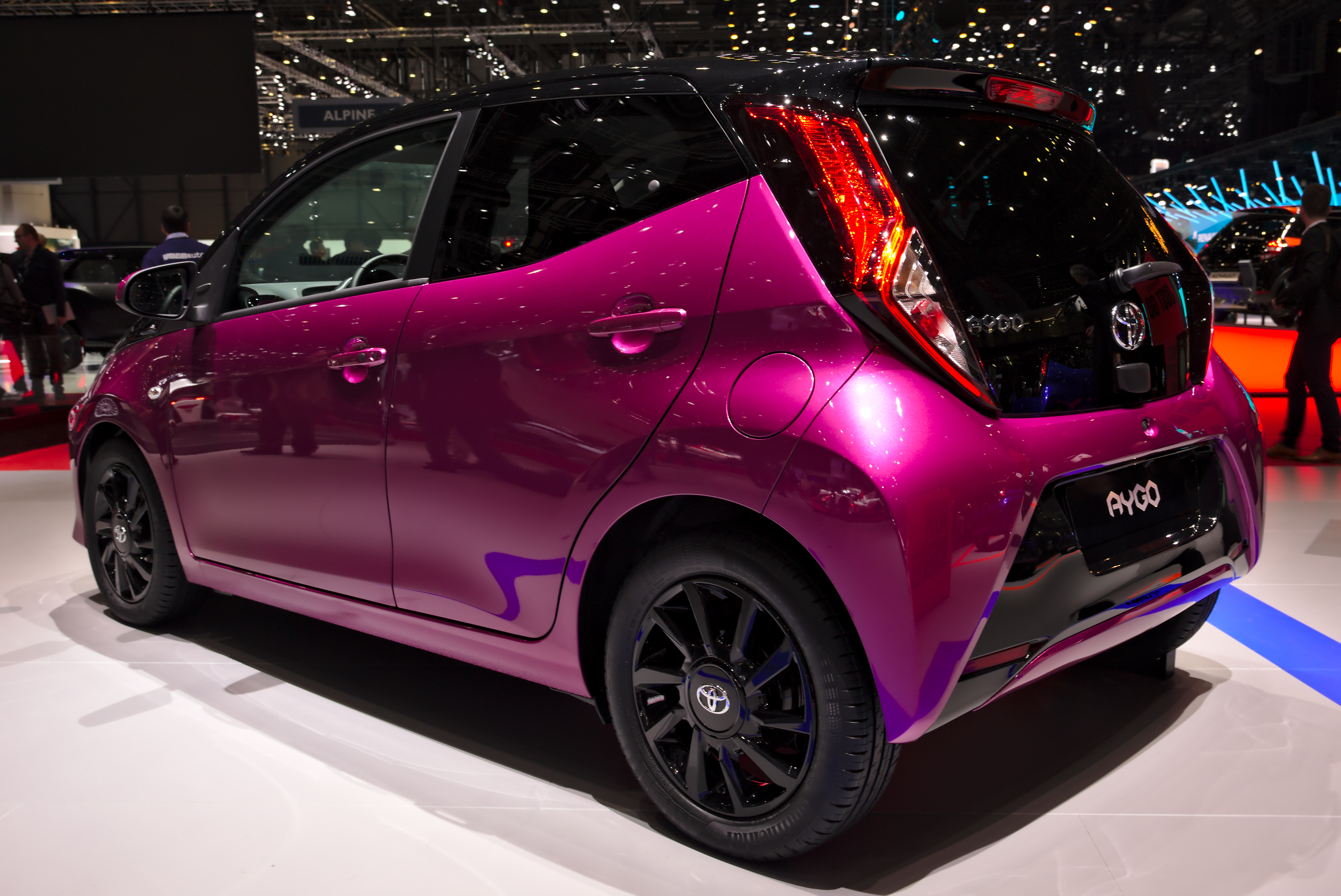
Rear view
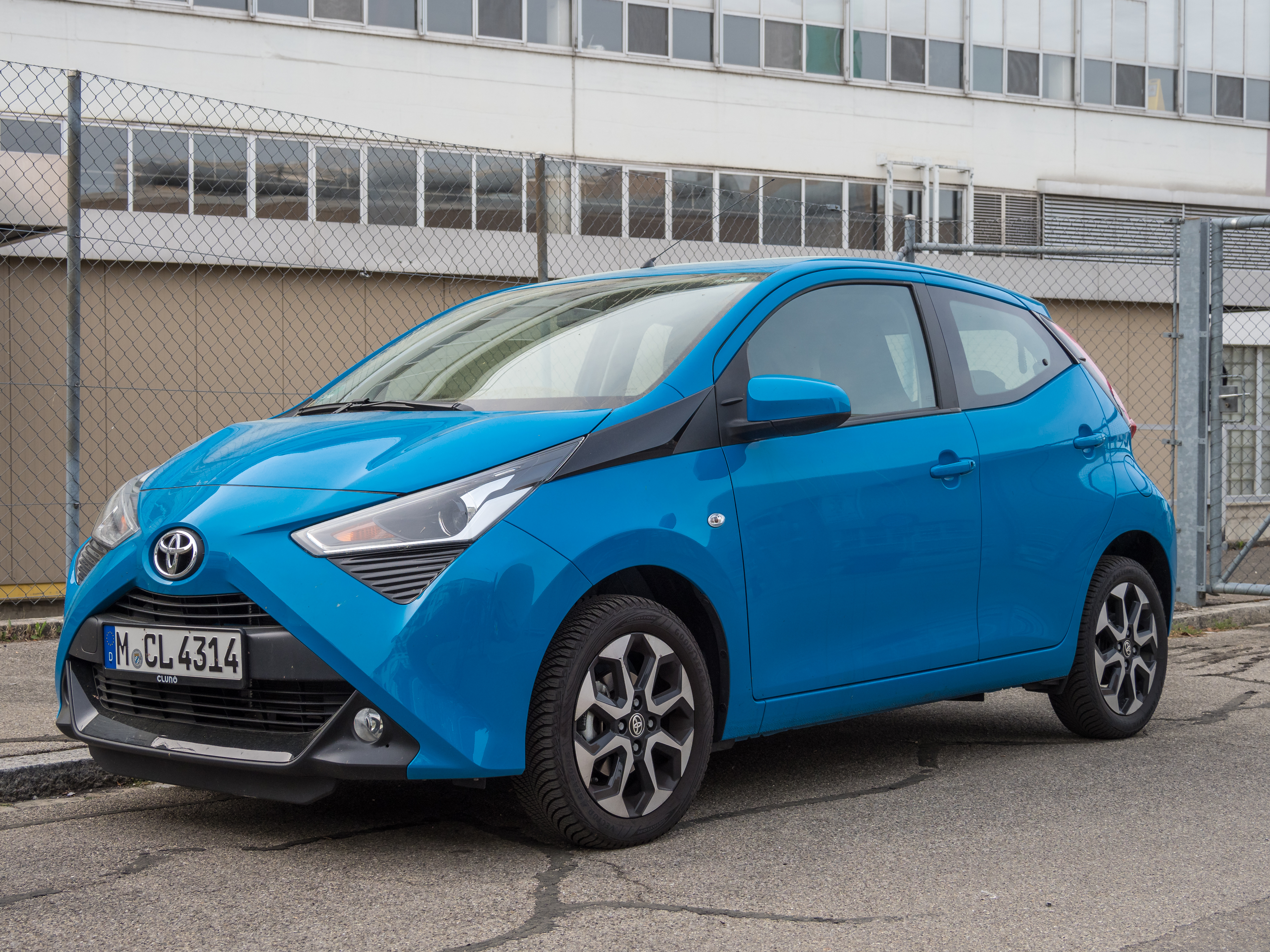
2020 丰田Aygo